# Ardabil (província)
Ardabil (em persa: اردبیل) é uma província do Irã sediada em Ardabil. Tem 17 800 quilômetros quadrados e segundo censo de 2019, havia 1 297 000 residentes. Se divide em 10 condados.